# Fabiane Langona
Fabiane Bento Alves Langona (Porto Alegre, 1984) é uma quadrinista, cartunista, e artista visual brasileira. Inicialmente, havia assumido o pseudônimo Chiquinha, mas desde 2017 passou a assinar seus trabalhos com seu nome próprio, Fabiane Langona.
Artista visual autodidata, é formada em jornalismo pela PUC-RS, e começou a trabalhar como assistente de redação e arte-finalista na edição brasileira da revista Mad. Em 2005, teve um quadrinho seu publicado na coluna do cartunista Ota no Jornal do Brasil e, pouco tempo depois foi contratada como quadrinista regular do suplemento Folhateen da Folha de S.Paulo e integrou a equipe de cartunistas do portal UOL. Também colaborou em publicações como Tarja Preta, Vip, Piauí, Zero Hora, Diário Catarinense, Jornal do Comércio, TPM, Mundo Estranho, Le Monde Diplomatique, entre outras.
Fabiane já publicou livros com compilação de seus trabalhos. O primeiro foi Uma Patada Com Carinho, lançado em 2011 pela editora LeYa/BarbaNegra e com o qual ganhou o 24º Troféu HQ Mix na categoria "melhor publicação de humor gráfico". Lançou ainda Algumas Mulheres do Mundo (2015, editora Mórula) e A Mediocrização dos Afetos (coleção UGritos nº 8, 2016, editora Ugra Press).
Atualmente publica a tira diária Viver Dói no suplemento Ilustrada e a charge semanal A Hora do Café no suplemento Mercado, ambos no jornal Folha de S. Paulo.
Fabiane Langona também desenvolve seu trabalho como artista visual explorando técnicas mistas para suas pinturas e esculturas
É uma das poucas cartunistas mulheres a ter espaço em grandes veículos de comunicação e coletâneas de cartunistas relevantes no Brasil.